# ガラスの艦隊
『ガラスの艦隊』（ガラスのかんたい）は、朝日放送（ABC）製作のテレビアニメ。朝日放送・テレビ朝日で2006年4月から同年9月まで放送された。

## 作品概要
製作主幹局である朝日放送にとっては、開局55年にして初の自社製作深夜アニメであり、日曜朝8時30分枠以外では『怪盗セイント・テール』以来11年ぶりに自社で製作を担当したアニメとなった。そして、初のハイビジョン品質（1125i・16：9ビスタサイズ）で制作されたアニメでもある。

## あらすじ
遙かな未来。人類は大多数の者が信仰する宗教、十字星教の教義に従い惑星から離れ、コロニー化した宇宙戦艦を領土と見なして閉塞された宇宙空間を征く、中世ヨーロッパ風の貴族主義が横行する戦乱の時代を生きていた。
その世界に於いて近年、勢力を拡大し、旧勢力たる貴族連合を討ち倒した貴族ヴェッティは自らを神聖帝国初代皇帝（神聖皇帝）と名乗り、新たな統一国家である神聖帝国を樹立する。そして更なる支配を求め、人民に圧制を強いた。この事態を憂いた若き斜陽貴族の当主ミシェルは人民解放を掲げて人民軍を結成。しかし圧倒的な戦力を誇る神聖皇帝軍の前には歯が立たず、ついに追撃艦隊の前に敗北を迎えようとしていた。
その時、一陣の旋風の如く、光り輝く1隻の戦艦、ガラスの戦艦が追撃艦隊の旗艦を瞬く間に撃沈。予期せぬ救世主の出現に興奮するミシェルであったが、その戦艦から現れた乗組員達の粗暴な振る舞いと、艦長である青年・疾風（かぜ）のクレオの傲岸不遜な態度に、その気持ちは絶望へと変化する。彼らはいわゆる海賊行為を働くならず者達であった。
自らを「かつて貴族連合に滅ぼされた王家の唯一の生き残り」と説明したクレオは、この戦艦を使って天下を獲り再び王家を復興するのだ、と言い放ち、ミシェルに衝撃を与える。それと同時にミシェルはこの粗野な暴れ馬の如きクレオに、ヴェッティの圧政から人々を救いうる資質を感じ、彼に付いていこうと決意するのであった。
騒乱絶えない銀河に今、革命のルネッサンスが吹き荒れる。そして宇宙をも飲み込む巨大な力が銀河に浸食し始めていた。

## 登場人物

### クレオ一味 / 人民軍
疾風のクレオ
声 - 津田健次郎 / 少年期：朴璐美
本作の主人公。フルネームはクレオ=アイオロス=コルベイユ=ド=ヴェール。銀河に燦然と光り輝く“ガラスの戦艦”を駆り天下を獲るべく現れた風雲児。
自身を「かつて滅ぼされた王家の末裔」と称している。仲間たちと共に海賊行為を行い、王家を復興する為の軍資金を蓄えている。
性格は“粗にして野だが卑にあらず”。基本的に人の言うことを聞かず、己の理念に基づいてのみ行動するが、ミシェルのように一度認めた人物（本人曰く“俺のポケットに入れた奴”）は絶対に守り抜く信念を持つ男である。
その通り名でも判る通り自身を“風”と称し、事象を“風”に例えた数々の語録を劇中で披露する。
ヴェッティとは初対面から剣を交えた宿敵同士。いずれは雌雄を決しなくてはと考えている。
ミシェル・ヴォルバン
声 - 甲斐田裕子
銀河有数の名門貴族として名高いが神聖帝国の侵攻の影響で兄と父を喪い、斜陽の一途を辿っているヴォルバン家の当主。
フルネームはミシェル=アシール=ヴォルバン=ド=カベル。侍女・シルアを筆頭として、その高潔な魂に魅せられ崇拝する女性（もちろん男性からも）は星の数という。
男にしておくのが勿体無いほどの美形だが、それもそのはず、実は亡兄たる本物のミシェル・ヴォルバン（声：櫻井孝宏）に成り代わって人民軍を結成した男装の麗人。本名はラシーヌ=ブランシュ=ヴォルバン。物語の開始時点ではこの事実はヴォルバン家の者しか知らない秘密であったが、クレオを始めガラスの戦艦クルーたちに裸体を目撃され、真実を語ることとなる。
前述した通り、銀河の現状を憂い人民軍を結成するも、なかなか事態は好転せず、そこに現れたクレオに光明を見出し、彼を人民軍に組み入れる。そして、共に行動するうちに異性として惹かれていく様になり、23（21）話にて思いは遂げられる。その後はクレオとヴェッティの戦いを見届け、彼の思いを引き継いで蘇った古代戦艦の指揮官となり新天地へ旅立つ。
最終話以外の各話冒頭にはミシェルがその時々の出来事をポエムめいた台詞で回想しているシーンが挿入される。
アイメル
声 - 植田佳奈
クレオ一味の紅一点。可愛い顔立ちとは対照的に、女とは思えない態度と口調から、あまり周囲からは女性としては扱われていない様子である。ただ、服装自体は露出度がそれなりにあるセクシーなものながら、バスト・ヒップ共に豊満とは言えないため、ある意味では地味である。なお、ガラスの戦艦に乗る前はスラムの女ボスとして君臨していたが、この頃はスポーティながらも露出度は現在よりは抑えめの、活発な（そしてひったくりをするのに向いていた）服装であった。生身の戦闘時にはナイフで敵を切り刻む。
ガラスの戦艦では“乗り物”と称するものなら何でも乗りこなす特技を生かし、航宙士（いわゆる操縦者）を担当。
クレオに思いをよせているらしき描写がたびたび見られ、23（21）話で偶然から彼とミシェルの情事を見かけてしまった時は泣きながらその場を後にした。
24（22）話でクレオを庇って、２人の間に割って入りヴェッティに刺されてしまうが一命を取り留め、最終決戦にも参加する。
ノヴィ
声 - 白石涼子
クレオの部下として情報処理を担当する自閉症気味で貧弱そうなメガネ少年。普段は主に同年代のアイメルと共にいる事が多い。アイメルのいいおもちゃとして弄られているが、密かにアイメルを思っている。
宇宙屈指の暗号士（ハッカー）能力を有し、貴族連合艦隊の最重要暗号を破った唯一の人物である（その事が原因で追われる身となり、クレオに拾われたらしい）。
極度の近眼。メガネが外れると、「メガネメガネ」と言いながら探すのが本作恒例のギャグパターン。
ハイザック
声 - 山口太郎
ガラスの戦艦の巨漢砲術士。ガラスの戦艦の特徴的な戦法である“心臓抜き”においては艦の陣頭に立ち、ターゲットへのマーキング（王家の紋章を象ったビームサイトのようなもの）も行う。
普段は寡黙で何を考えているのか判らないが、ここぞという時は愛用のヘルメットを被り、溜めに溜めた感情を爆発させるかのように「王家（○○）の○○、なめるなぁー!」（○の部分はその都度変わる。例：「王家直伝の剣術、なめるなぁー!!」）と決め台詞を発して敵を殲滅する（逆にヘルメットを被らないと戦闘能力が極度に落ちてしまう）。
シルアに思いを寄せるが、緊張してまともに話ができない状態になってしまい、なかなか思いを伝えられなかった。
バダット
声 - 樫井笙人
クレオ一味では一番意思の疎通が取りやすい感じに見える、細身の中年男。細長い髭と眼帯が特徴。
本人の談によれば、一味に加わる前は銀河にその人ありと称された偉大なる軍人・ガウェイン提督の腹心であったという。
ガラスの戦艦では卓越したメカマンとして機関士を兼ねて乗り込む。
ジャン
声 - 宮林康
ミシェルの執事。フルネームはジャン=リュック=シルバネール。ならず者であるクレオ一味を快く思っていないが、ミシェルの意思には従順に付き従う。
通常戦闘には参加しないが、ミシェルの危機には甲冑を着込んで出撃しようとした事もある。
シルア
声 - 伊藤静
ミシェルの専属メイド。フルネームはシルア=モエ=シルバネール。ジャンの孫娘でもあり、クレオ達には祖父同様いい感情は抱いてなかった。
ミシェルへの憧れから武芸を習い、相応の腕を持つが、第1話で衛兵を蹴り倒した以外に戦闘を行っていない。
アイメル程ではないが、シップの操縦能力もある。
テオドリック
声 - 大川透
人民軍のリーダー。本職は漁師。豪放磊落かつ直情的な性格で、勝つ時も負ける時も派手だった。
神聖帝国軍との戦いのさなか、講和によって神聖帝国を変えていくことを提案したヘクターの案を一蹴、そのためにヘクターに刺されて死亡。
ヘクター
声 - 飯田浩志
人民軍の参謀を務める医学生。味方が危機に陥っても「考え中だ」と判断を先延ばしにする傾向があり、武力による帝国打倒は不可能と考えるなど、優柔不断でありながら志だけは高い所謂、意識高い系。人民軍を帝国に取り込ませて内部から乗っ取ることを画策てコンラッドと裏取引していた。しかしテオドリックに案を一蹴され、講和を強行するためテオドリックを刺殺（戦争を即時終結させるという思いからであり、自分のやった行いに涙を流す）。しかし人民軍高位任官の約束を反故にされ、幹部たちが逮捕拘禁される中自分だけがお咎めなしの状態に置かれる（コンラッドの策略の一環）。
かつての仲間の憎悪を一身に受け、ヴェッティへのとりなしを求めてミシェルのもとを訪れるが、ヘクターのためにヴェッティに純潔を奪われたミシェルからも殺されそうになり、人民革命は諦めないと言い残して姿を消す。
イザベル
声 - 吉川亜紀子
人民軍の婦人部代表。恰幅がよく、性格も体形に似て豪胆。ミシェルの腹心として対外交渉の場などに登場する。

### 神聖帝国 / 神聖皇帝軍
ヴェッティ・スフォルツァ
声 - 石田彰
神聖帝国初代皇帝。金髪にオッドアイの瞳を妖しく輝かせる美青年。卓越した戦闘能力と戦略センスで銀河に覇権を唱えた。さらなる力を求め、十字星教法王ゴルナの娘・レイチェルとの愛無き政略結婚を目論み、成功する。
フルネームはヴェッティ=ルナード=スフォルツァ=ド=ロズブレ。
ミシェルとは数年前彼がまだ一貴族であった頃、銀河最強の剣士を選ぶ大会で、剣を交えた際に愛欲を抱き、自身のモノである証として背中に傷を付けた宿縁を持つが、当時はまだラシーヌはミシェルに成り代わっておらず、入れ替わった後もミシェルの正体に気付いていなかった。ミシェルとの再会時にクレオと運命的邂逅を果たし、現在はどちらかというとクレオに御執心の様子。
クレオの二卵性双生児の弟（昔は先に生まれた方が露払いと言われて後から生まれた子より地位が低いとされ弟や妹だった）であり最後の王、マグヌス・コルベイユの実の息子。父親似のクレオとは反対にヴェッティは母親似である。
男性同性愛者の傾向があり、14話でミシェルを無理矢理暴いた際にはがっかりしている。実はその身を病魔に蝕まれており、時折右目に激痛が生じるだけでなく自らの死が近いことを既に自覚しており、そのために完全な銀河統一を目指す。その目的は古代に存在した時間さえも操る巨大戦艦を復活させ自らの命を繋ぐ事である。
ラルフ
声 - 釘宮理恵
神聖帝国の最高幹部の一人。男子でありながら可憐な美貌を持ち、小姓的存在として常にヴェッティの傍に身を置く。
フルネームはラルフ=フィッツジラルド=デオン=ド=ラック。
寵愛だけで地位を得た訳では無く、ノヴィに比肩する暗号士の才能がある。
ひたすらに“ヴェッティ命”を貫く。常に彼が自分を注目していないと生きていけない程に彼を愛する。その為非常にやきもち焼き。レイチェルとの結婚には常に反対していたが、物語の中盤に銀河統一を果たさなければヴェッティの命が尽きてしまう、という真実を知り一変して自らヴェッティとの結婚を拒否していたレイチェルに彼との結婚を承諾するように説得した。物語終盤で、ヴェッティから愛されないのはラルフの所為だとして心の平静を失ったレイチェルにより刺殺される。
ジラード
声 - 大川透
神聖帝国の最高幹部の一人。神聖皇帝軍艦隊の提督であり、艦隊戦では陣頭に立ち指揮をとる勇猛果敢さを見せる。貴族連合艦隊との大決戦時にはヴェッティに代わり彼が新貴族艦隊を指揮した。
コンラッド
声 - 青山穣
神聖帝国の最高幹部の一人。神聖皇帝軍の参謀。自己の感情を能面のような顔に隠し、いつも何事かを画策している。人形部隊や、特殊戦略隊など複数の直属部隊を持つ。人民軍との和平交渉の際には神聖皇帝軍に有利な条約を締結することに成功、事実上、人民軍を消滅させた。また第26話では人民軍のイザベルが指揮する艦隊を戦略面において圧倒するほどの手腕を持つ。
マコネ
声 - 麻生智久
第1話で神聖皇帝軍艦を率い、ミシェルを追い込むも、突如現れたクレオの戦艦の強襲に会い隊は全滅。辛くも逃げ延びたが、その無能ぶりに失望したヴェッティにより粛清される。
ジョン・フォール伯爵
声 - 田中総一郎
神聖皇帝軍に与する貴族。長年の美食の賜物か、“肥満”という概念の想定範囲を超えた体型の持ち主。つぶらな目と顎、口の上中下にたくわえた4段カイゼル髭が特徴。
常に侍女をはべらせ、特に優秀な者を数名、戦闘時において自身が乗り込む艦の操縦士とさせている（この侍女達は伯爵を「旦那様大閣下」と呼ぶ）。
実はアイメルの出身地の領主であった。
艦長補佐　ゴーダ
声 - 沢城みゆき
ジョン・フォール伯爵直属の美少女軍団の一人。ジョン・フォール伯爵の右腕的存在。実質的階級も高く、並の兵士よりははるかに上席である。
通信士　チェダー
声 - 釘宮理恵
ジョン・フォール伯爵直属の美少女軍団の一人。
カーズ
声 - 加藤将之
コンラッド直属部隊の一つである“人形部隊”の隊長。一度はミシェルを捕らえるが、クレオにより奪還され、自分の旗艦も破壊された。
ジル
声 - 櫻井孝宏（二役）
コンラッド直属隊“人形部隊”の隊員。ミシェルの兄に非常に似ている人物。剣の腕に優れ、ミシェルを圧倒したが、クレオには歯が立たなかった。実は神聖皇帝軍との戦で戦死したと思われていたミシェルの実の兄であるミシェル・ヴォルバンだった。
額に傷跡のような模様があり、脳改造を施された形跡に見える。
ウルグザーネ
声 - 稲田徹
コンラッド直属の精鋭部隊、特殊戦略隊の師団長。バルドー領に侵入し人質にしたミシェルとB.Bに「必ずしも正義が一つとは限らず、人は守るべき者たちのために正義を持つ」と言う、単純ながらも最も忘れがちな真実を語った人物でもある。事実、彼のこの言葉を完全に理解したB.Bは再び人民軍に加わることを決意する。
ミュスカ
声 - 園崎未恵
流刑地の監獄の女医。クレオの体を調べて、体内のソレイユの秘密に気づく。クレオに逃げられるも、ヴェッティに近づき、クレオがソレイユの持ち主である事を伝える。その後、ヴェッティの主治医になり、近臣として仕える。
25（23）話でヴェッティを庇い、矢に打たれて死亡。

### 十字星教
ゴルナ
声 - 菅生隆之
幾世代に渡り宇宙全土に影響力を持ち続ける宗教である十字星教の現法王。彼が所有する領土と財産は1国のそれに匹敵するという。
ヴェッティを資金面で影で支え、神聖帝国の誕生に貢献し、娘・レイチェルとの婚姻をヴェッティに申し出る。しかしその裏では帝国の実権をヴェッティから奪い取ろうと企む狡猾な顔を持つ。黒十字の真実も知っており、黒十字へ至るつもりなど更々なかった。ヴェッティを捕らえる際にその企みをバラされ、信者である側近や民衆に追い詰められ、レイチェルによって刺殺される。
その狡猾さや欲深さは法皇となる前の若かりし頃より備わっており、司教であった当時、旧王家のマグヌスを暗殺した張本人である。また、この頃は他者が自分よりもスポットライトを浴びる事を許容しない嫉妬深い面もあり、エッカルドがマグヌスよりアイオロスを与えられた事を苦々しく思っていた。
レイチェル
声 - 柚木涼香
ゴルナの娘。十字星教の教義に従い、生まれた時から常に異形の鉄仮面を被っていた。18の誕生日に“ういごの儀式”と呼ばれる仮面外しのセレモニーを行い、その美しい顔を衆目に晒した。
高い教養と品位を身に付けており、ヴェッティが自分を求める意味を早々と見抜いた。しかしヴェッティの度重なる破天荒な求婚に、偽りと知りつつも心を揺り動かされつつある。
結婚してからはヴェッテイを振り向かせようと必死になるも、冷たく突き放され、心の平静を失っていき、ラルフを刺殺し黒十字へと突き落とす。25（23）話で父をも刺殺し、法王になり信者たちを率いて黒十字へと至る。

### 中立宙域
B.B
声 - 唐沢潤
宇宙屈指の財を誇るバルドー家の領主。妙齢の婦人でありながら公爵の地位にあり、こよなく愛する自領産のブドウで作ったワインを愛飲しつつ、酒と薔薇の日々を送る。名前は「ビー・ビー」と読むが略称である可能性が高く、本名は不明。
以前ヴェッティのパトロンとしてベッドを共にする仲であったが、彼に一方的に関係を清算された過去を持つ。その後人民軍に支援を要請されるも同時期に再び関係を修復しようと近づいたヴェッティ（神聖帝国軍）とを両天秤にかける食えない面を見せている。

#### 旧王家
ギルティ
声 - 上村典子
この世界では不浄とされる惑星に居を構える預言者。少女の風貌でありながら老婆のごとき声色で語ることから、実際は相当の年齢である事がうかがえる。惑星に赴いたクレオとヴェッティに全く同じ予言を与える。その予言はこの宇宙の行く末を暗に示すものだった。
第3話においてギルティは会話時に全く口を動かしていない。そしてクレオやヴェッティと相対した「予言の間」は、彼女の周囲でおびただしい歯車が回る奇妙な部屋であった。第24話で旧王家に仕えていたアンドロイドの一族であったことが判明する。
ガウェイン提督
声 - 小川真司
旧王家に仕えた伝説の武人。コルベイユ王に仕えた天才的な戦略家であったが、貴族たちの反乱から王家を守ることに失敗し結果として惑星オルレアンに二十数年間も幽閉され、その間にこの銀河についての真実を知ることとなる。
クレオに大きな影響を与え、自己中心的な思想を改めさせた張本人でありクレオからも師として慕われた。王家に仕える身だった事から、王家の血を引くクレオを殿下と呼び時折敬語を使う。
エッカルド
声 - 斧アツシ / 28年前：中井和哉
クレオの育ての親。剣の達人であり最後の王、マグヌス・コルベイユの側近であり幼なじみ。クレオの駆るガラスの戦艦、アイオロスは元々はマグヌスがエッカルドに与えた艦だった。
マグヌス
声 - 成田剣
旧王家最後の王でありクレオの実の父。王家が滅びたその日、後の法王であるゴルナに暗殺された。
エルヴィア
声 - かかずゆみ
最後の王、マグヌスの妻でありクレオの母。十字星教を批判していた地方の有力貴族の娘。王家が滅んだその日に暗殺されたマグヌスを追うように自決した。
実はヴェッティの母でもあり、色白な肌や金色の髪という外見的共通点を持つ。

## 用語

### 戦艦
戦列艦
儀式めいた砲戦を行う為に各勢力が使用する主力戦艦。少なくとも数万隻が存在する。正式な名称については不明。
所属する領土によって船体の塗装の色と装甲の形状が異なる。たとえば神聖皇帝軍の戦艦は全体的に灰色に塗装され、人民軍の戦艦はカーキ色に塗装されている（その他、貴族連合は白、旧王家は赤みがかった茶色、バルドー領は緑の塗装を施されている）。戦闘時は人力で砲弾の装填を行う。
全長は445メートル。船体は細長く、艦首部の上部前方に主砲が設置され、その後方に艦橋が位置し、それを挟みさらに主砲が設置されている。下部も主砲が2か所設置されているが、下部には艦橋はない。その背後の上下には複数の大砲を搭載した回転式の砲塔がある。さらに後部にも主砲が設置されている。
太古の昔から存在した過去の遺物であり、物語の進行している時代には人類は戦艦を修理する技術は持っているが、これを建造する術を持たない。
また"旗艦クラス"と呼ばれる戦列艦と形状が大きく異なる、全長960.4メートルにも及ぶ巨大な戦艦が存在している。その他、第1話の冒頭に登場し、新貴族艦隊に勝利をもたらした"遊撃艦隊"や第12話と第25話に登場し、ガラスの戦艦を苦しめた"高機動艦隊"を構成する戦列艦よりも小型で機動力に優れた戦艦（名称不明）なども複数存在する。
ガラスの戦艦（アイオロス）
クレオの駆る旧王家の紋章を掲げたガラスの戦艦。全長198.8メートルと、他の戦艦の半分の大きさの小型戦艦であるが、その機動力と火力は驚異的なものである。旧王家のみが知る特殊なガラスの装甲の製造法を用いて作られた（王家がガラスの製造法を知っていたのは事実であるが戦艦自体の起源は不明）。このガラスの装甲は通常の砲弾では傷を付けることも困難である。
船体の中央部には収納式の主砲が左右に4門ずつ、計8門が装備されている（自動装填式）、艦橋の後部には連装砲が上下2か所に設置され、また白兵戦を行うための突入シャフトも艦橋の後部に設置されている。他の戦艦と最も異なる点は心臓抜きという名称のラム戦を行うことである。
クレオが駆るガラスの戦艦は"アイオロス"と彼と同名の艦であり、元々はクレオの育ての親であるエッカルドがクレオの父、コルベイユ王から与えられた戦艦である。また規模と形状がアイオロスとは異なるマグヌスが搭乗したガラスの戦艦も一隻存在し、ブレスレットの磁気嵐の内部でギルティと共に封印されていた。
領土戦艦
人類が生活を営む宇宙に浮かぶ島を連想させるような都市型宇宙戦艦。数キロ四方のユニットが数十から数百集まって構成される。艦の周囲には空気の層が形成されており、さらに光と熱を生み出すソレイユを人工的に発生させることが可能であり生命活動に支障はない。動力は人力。
それ自体が領地であり人類は自らの権力を誇示するために幾世紀にも渡りこの領土戦艦を巡る戦いを続けてきた。人民軍の本拠地であり、代々ヴォルバン家が治めてきたカベル領や神聖帝国の中枢であるコート·ドール、さらに中立宙域であるB.Bのバルドー領など複数の領土戦艦が銀河中の宙域に分散し、存在する。
第26話でついに個々の領土戦艦がヴェッティ、そしてクレオが追い続けた古代の巨大戦艦（移民船）であることが判明する。
移民船
太古の昔に新天地への旅を続け、閉ざされた宇宙空間に到着した民族（この銀河に住む人類の祖先たち）が乗ってきた巨大な領土戦艦。これが分裂したものが物語に登場した領土戦艦である。
古代のテクノロジィ（テクノロジー）の集合体であり、ヴェッティが己の命を繋ぐために、そしてクレオがやがては銀河を飲み込むであろう黒十字から人類を救い出すために追い求めた"古代の巨大戦艦"の真の正体であった。
詳細については語られることなく物語は終了するが、クレオとヴェッティのソレイユが一つになったことにより完全な姿へと蘇り、移民船の中枢にガラスの戦艦（アイオロス）が収まることにより起動した。形状は6本の枝が生え、雪の結晶を連想させるような形をしている。
超空間航行システムを搭載し、別空間への空間転移が可能である。すなわち黒十字の干渉で逃げ出すことが不可能な閉ざされた宙域から別の銀河へ移動することができる唯一の宇宙船である。この移民船は閉ざされた宙域に到着した直後に移民船内の対立から複数の領土戦艦へ分裂し、そのために航行システムが使用できなくなり、このシステムは幾世紀も忘れ去られていた。
第26話でついに復活し、ミシェルたちは新天地へと旅立った。

### 国家 / 組織
人民軍
ヴェッティ政権打倒のためにミシェルが組織した、カベル領を本拠地とした反体制勢力。
貴族社会の打倒を掲げ、組織内の幹部もほとんどが平民たちで構成されている。戦においては素人であった彼らもやがてクレオの下で巨大で強力な軍事組織へと姿を変えていく。
神聖帝国 / 神聖皇帝軍
前身である新貴族艦隊が貴族連合艦隊に勝利した後にヴェッティが樹立を宣言した統一国家。貴族連合が築いた貴族中心の旧体制を廃し、新たな秩序を確立しようとしたが、結果としてさらに貴族社会を強化したために人民の反感を買い人民軍の決起を招いてしまう。
十字星教
人類の大多数が信仰する宗教。十字星教に反対する貴族の娘と結婚したマグヌス王を暗殺、結果として王家を滅ぼし、さらに布教に積極的でなかった貴族連合を消し去るために新貴族艦隊の後ろ盾になったなど、純粋な宗教団体ではなく政治にも大きな影響力を持つ。
旧王家
かつて宇宙を治めていた王族。永きに渡り銀河を統治していたが、マグヌス・コルベイユ王を最後に滅ぶこととなる。
クレオはこの王家の復興のために海賊行為を働いていた。
貴族連合
王家が滅んだ後に成立し、20年間も銀河を支配した。しかし、連合内部で頭角を現したヴェッティ率いる新貴族艦隊に敗北し、崩壊、結果として神聖帝国に吸収された。

### 地名
オルレアン
掃き溜めの星の別名を持つ惑星。本来、惑星は怨念が渦巻く不浄の土地として十字星教の禁忌だが、オルレアンは旧王家の時代から政治犯の収容所となっていた（現在も神聖帝国に属する監獄施設が存在する）。
小規模な町や戦艦の廃棄施設、さらには旧王家と深いつながりを持つギルティーの館などもこの惑星上に存在する。十字星教を信仰する者はこの天体の位置する宙域へ進入することはしない。
カベル領
ヴォルバン家が代々治めてきた領土戦艦のひとつ。漁業が盛んであり、B.Bとの交渉の席にも人民軍が魚介類を手みやげとして持ち込んでいる。
ヴェッティの侵攻で当主（ミシェルの父）を失い、神聖帝国の中枢にして領土戦艦であるコート・ドールに吸収されるが、人民軍の決起と共に脱出。以後、人民軍の活動拠点として機能するようになる。
コート・ドール
神聖帝国の中枢にして、神聖皇帝軍の拠点。貴族連合艦隊との戦いに勝利した神聖皇帝軍が築き上げた巨大な領土戦艦。銀河に分散していた領土戦艦の6割はこのコート・ドールに吸収されている。これは神聖皇帝軍の権威の象徴であり、さらに神聖皇帝の強大な権力を示している。
また、人民軍との最初の会戦の停戦後に行われたヴェッティとレイチェルとの政略結婚の直後からは十字星教の拠点であるバロディカもコート・ドールに編入され、まさに権力と信仰の象徴となった。
バルドー領
女公爵B.Bが治める領土戦艦であり、最大の中立勢力。ブドウの栽培が盛んであり、それから作られるバルドー・ワインは銀河中に知れ渡っている。その大きな影響力と武力は人民軍、神聖皇帝軍の双方から必要とされ、B.Bと両勢力の代表者との交渉の結果、より大きなメリットを約束した人民軍と協力することとなる。
人民軍と神聖皇帝軍の最初の会戦後は人民軍から離脱、いち早く銀河の辺境へと逃亡し神聖帝国に編入されることなく済んだ。
2度目の会戦の際には事実上の人民軍の本拠地となった。
パロディカ
十字星教の聖地にして拠点であり法王の領地。聖堂や広場がある。元々は独立した領地であったがゴルナ法王の娘レイチェルとヴェッティが結婚したことによりコート・ドールに併合される。
ロドネイ・ネルキア
第1話にて合併した領土。ロドネイは羊毛生産、ネルキアは織物技術に優れ、両領主は血縁者の結婚による合併を望んでいた。その結婚式に人民軍が闖入し、混乱する。

### その他の用語
ソレイユ
光と熱を生み出す未知の物質。領土戦艦に浮かぶ太陽がソレイユである。また劇中で登場する戦艦はソレイユが原動力である。現在に残っている古代のテクノロジィの一つ。
また、「ソレイユ」はフランス語で“太陽”の意。
黒十字
銀河の中核に位置する巨大な未知の物体。その正体は不明だが、この黒十字の干渉で物語の進行している時代の人類は銀河外に出ることができない。太古の昔から銀河を少しずつ飲み込み肥大化してきた。
十字星教の信仰の対象であり、十字星教の教義は黒十字を越えれば究極の理想が存在する超銀河へたどり着けると説いていた。しかし、黒十字の実体は前述を読めば想像できる通りブラックホールの一種であり、黒十字を越えること等は不可能で、そこに至れば消滅するだけである。

## スタッフ
- 原作 - GONZO[2]
- 監督 - 大原実[2]
- シリーズ構成 - 米村正二[2]
- キャラクターデザイン原案 - okama[2]
- アニメーションキャラクターデザイン - 渡部裕子[2]
- メカニックデザイン - 河森正治、宮武一貴[2]
- コンセプトアドバイザー - 出渕裕
- プロダクトデザイナー - 高倉武史
- 3D CGIディレクター - 八木下浩史
- 美術監督 - 脇威志、近藤由美子
- 色彩設計 - 西香代子
- 撮影監督 - 阿部照男
- 編集 - 肥田文
- 音響監督 - 明田川仁
- 音楽 - 山下康介
- 音楽プロデューサー - 藤田純二
- プロデューサー - 佐々木安博、猪股一彦、西口なおみ（テレビ朝日）
- アニメーションプロデューサー - 兼坂勝利
- アニメーション制作 - サテライト・GONZO[2]
- 製作 - 朝日放送、GDH、創通エージェンシー、ソニー・ピクチャーズ エンタテインメント

## 主題歌
オープニングテーマ
「ツヨクツヨク」
歌 - mihimaru GT
エンディングテーマ
「ナミダドロップ」（1-13）
歌 - Plastic Tree
「彼方へ」（14-）
歌 - ANZA

## 各話リスト
| 話数 | サブタイトル              | 脚本     | コンテ           | 演出                | 作画監督                      | 備考                 |
| ---- | ------------------------- | -------- | ---------------- | ------------------- | ----------------------------- | -------------------- |
| 1    | 流星のごとく…             | 米村正二 | 大原実           | 大西景介            | 長坂寛治                      |                      |
| 2    | 疾風のごとく…             | 米村正二 | 大原実           | 松本剛              | 宮田奈保美 服部憲知           |                      |
| 3    | 運命のごとく…             | 米村正二 | 大原実           | 白石道太            | 徐正河                        |                      |
| 4    | 疵痕（きずあと）のごとく… | 米村正二 | 大原実           | 井草かほる          | 高口弘                        |                      |
| 5    | 仮面のごとく…             | 冨岡淳広 | 長尾粛           | 長尾粛              | 森川均                        |                      |
| 6    | 道化のごとく…             | 山田由香 | ながはまのりひこ | ながはまのりひこ    | 梁炳吉 徐正徳                 |                      |
| 7    | 叱咤のごとく…             | 米村正二 | 大原実           | 土屋浩幸            | 長坂寛治                      |                      |
| 8    | 真実（まこと）のごとく…   | 冨岡淳広 | 高山秀樹         | 高山秀樹            | 杉藤早百合 宮田奈保美         |                      |
| 9    | 流転のごとく…             | 山田由香 | 豊増隆寛         | 西村大樹            | 森川均 金子匡邦               |                      |
| 10   | 悪鬼のごとく…             | 冨岡淳広 | 滝沢敏文         | 井草かほる 西村大樹 | 相馬満 長坂寛治               |                      |
| 11   | 餓狼のごとく…             | 米村正二 | 滝沢敏文         | 矢野篤              | 梁炳吉                        |                      |
| 12   | 落日のごとく…             | 米村正二 | 米たにヨシトモ   | はしもとなおと      | 土屋圭                        |                      |
| 13   | 迷宮のごとく…             | 山田由香 | 大原実           | 大原実              |                               |                      |
| 14   | 夜明のごとく…             | 米村正二 | 鹿島典男         | 鹿島典男            | 長坂寛治                      |                      |
| 15   | 威風のごとく…             | 米村正二 | 高山秀樹 大原実  | 高山秀樹            | 臼田美夫、重松しんいち 竹内昭 |                      |
| 16   | 回天のごとく…             | 冨岡淳広 | 康村諒           | 佐々木真哉          | 奈良岡光                      |                      |
| 17   | 抱擁のごとく…             | 山田由香 | 秋津南           | 玉田博              | 臼田美夫、竹内昭 相馬満       | (※)                  |
| 18   | (17)飛翔のごとく…         | 山田由香 | 玉田博           | 白石道太            | 梁炳吉                        |                      |
| 19   | (18)獅子のごとく…         | 米村正二 | 滝沢敏文         | 西村大樹            | 土屋圭、相馬満 服部憲知       |                      |
| 20   | (19)覇道のごとく…         | 米村正二 | 国崎友也         | 鹿島典男            | 長坂寛治                      |                      |
| 21   | (20)瓦解のごとく…         | 冨岡淳広 | 高山秀樹         | 高山秀樹            | 臼田美夫 竹内昭               |                      |
| 22   | 憧憬のごとく…             | 山田由香 | 高山秀樹         | 高山秀樹            | YANG BYUNG-GIL                | （※）                |
| 23   | (21)深紅のごとく…         | 米村正二 | 康村諒           | たまだひろし        | 鈴木佐智子 野口哲生           |                      |
| 24   | (22)修羅のごとく…         | 米村正二 | 滝沢敏文         | 白石道太            | 梁炳吉                        |                      |
| 25   | (23)血戒のごとく…         | 米村正二 | 西村大樹         | 西村大樹            | 長坂寛治 相馬満               | 最終話（テレビ朝日） |
| 26   | (24)喝采のごとく…         | 米村正二 | 佐藤英一         | 熊澤祐嗣            | 土屋圭                        | 最終話（朝日放送）   |

（※）は地上波未放映（アニマックスでテレビ初放映）。

## 放送局
| 放送地域   | 放送局       | 放送期間                     | 放送日時                            | 備考           |
| ---------- | ------------ | ---------------------------- | ----------------------------------- | -------------- |
| 関東広域圏 | テレビ朝日   | 2006年4月5日 - 9月6日        | 水曜 2:40 - 3:10（火曜深夜）        |                |
| 近畿広域圏 | 朝日放送     | 2006年4月14日 - 9月22日      | 金曜 2:46 - 3:16（木曜深夜）        | 製作局         |
| 全国放送   | AT-X         | 2006年9月24日 - 2007年3月4日 | 日曜 7:00 - 7:30                    | リピートあり   |
| 全国放送   | アニマックス | 2007年2月26日 - 8月27日      | 月曜 22:30 - 23:00 （リピートあり） | 全26話完全放送 |

## トピックス
- 朝日放送では放送開始前週にあたる2006年4月6日に直前特番『絢爛アニメの館「ガラスの艦隊」メイキング』が放送された。内容はメインキャストへのインタビュー・スタッフへの取材や、現場の様子紹介など（DVD版にもダイジェスト映像が収録されている）。アニマックスでも放送開始前週の2007年2月19日（初回放送）に放送された。
- 第8話において行なわれた“ういごの儀式”で流された荘厳なパイプオルガンの演奏は、放送当時朝日放送の直営だった（現在は学校法人滋慶学園グループに譲渡）ザ・シンフォニーホールにてなされた。このパイプオルガンは三段鍵盤で、パイプ総数3732本を誇る、国内では最大級のものである。
- 各話のサブタイトルはエンディングの直前に出るというスタイルを採っている。これは監督の演出意図によるもの。
- スタッフロールにはABC製作の他の番組で使われる「ABC」ロゴ（2006年当時。2008年よりロゴを変更）や、それ以前に使われた「朝日放送」公式ロゴではなく、通常のゴシック体で「朝日放送」と書かれている[5]。ただし、先述の直前特番では、「ABC」ロゴが使われていた。
- 全26話だったが、上記の通り地上波及びAT-Xでは17・22話が未放映、加えてテレビ朝日では最終話の26話も放送されずに終了となった。公式ブログのプロデューサーからのお詫びメッセージ
- 海外では、アニマックス各局で全26話放送されている。
- その後、朝日放送単独製作深夜アニメは、2013年の『幻影ヲ駆ケル太陽』『Free!』『サーバント×サービス』まで存在しなかった（ただし関東圏ではテレビ朝日ではなく独立局で、中京圏ではメ〜テレではなくテレビ愛知もしくは中京テレビで放送）[6]。さらに関東圏にてテレビ朝日で放送された作品は、全国ネットの「ANiMAZiNG!!!」枠設立までの14年間にわたって一切存在しなかった。

## ネットラジオ
- ガラスの艦隊 疾風のクレイディオ（音泉）